# Indavalu, Mandya
Indavalu là một làng thuộc tehsil Mandya, huyện Mandya, bang Karnataka, Ấn Độ.